# Copa América de 2021
A Copa América de 2021, oficialmente CONMEBOL Copa América 2021, foi a 47.ª edição da Copa América, o principal torneio de futebol masculino entre seleções da América do Sul. Foi organizada pela Confederação Sul-Americana de Futebol (CONMEBOL). Contou com a participação de todas as dez seleções sul-americanas afiliadas à CONMEBOL, sendo a primeira edição sem seleções convidadas de outras confederações desde 1991.
Originalmente, ela seria disputada em junho e julho de 2020, porém com o avanço da pandemia de COVID-19 a edição foi remarcada para 2021. No dia 20 de maio de 2021, a Colômbia, que iria sediar junto a Argentina a competição, abdicou a vaga devido a protestos contra o presidente colombiano Iván Duque Márquez, e em seguida, no dia 30 de maio, a Argentina também renunciou ao evento por conta do regime geral de quarentena no país. Por conta disso, a CONMEBOL anunciou que o Brasil seria sede do evento, por já ter sediado a edição anterior e possuir uma melhor infraestrutura para abrigar a competição. Essa também foi a primeira vez na história da competição que o país recebe duas edições consecutivas do torneio.
A competição foi vencida pela Argentina, que disputou a partida final contra o Brasil, no Estádio do Maracanã, alcançando seu décimo quinto título na competição. A Argentina teve o seu primeiro título continental desde a última vez que venceu o torneio em 1993. Também foi a primeira vez na história do evento que a seleção brasileira é derrotada em casa numa decisão. As seleções da Colômbia e do Peru conquistaram o terceiro e quarto lugar, respectivamente, após definição na partida realizada em Brasília.
A partir desta edição, a Copa América passou a ser realizada em anos pares, concomitantemente com o Campeonato Europeu de Futebol, como forma de auxiliar os clubes na liberação dos jogadores e remodelando o calendário de competições anuais da FIFA e UEFA.

## Contexto
Em março de 2017, a CONMEBOL propôs que a Copa América ocorresse em 2020 como parte de uma mudança no calendário. Após a edição de 2019 no Brasil, o torneio quadrienal passaria dos anos ímpares para os pares a partir de 2020, com a seguinte edição ocorrendo no Equador em 2024. Isso colocaria as datas do torneio de acordo com a Eurocopa, que também ocorre em anos pares. Especulações sugeriram que os Estados Unidos poderiam sediar o torneio, tendo anteriormente sediado a Copa América Centenário em 2016, que comemorou o centenário da CONMEBOL e da Copa América. Em 18 de setembro de 2018, os planos de mudança de calendário foram confirmados pelo presidente da CONMEBOL Alejandro Domínguez, depois de apresentar um pedido oficial à FIFA.
No dia 26 de outubro de 2018, durante reunião do Conselho da FIFA em Kigali, Ruanda, o pedido foi aprovado para que a Copa América fosse realizada em anos pares, começando com a edição de 2020. O torneio decorreria entre 12 de junho e 12 de julho de 2020, as mesmas datas do Campeonato Europeu de Futebol de 2020.
Em 13 de março de 2019, a CONMEBOL anunciou a Argentina e a Colômbia como anfitriões da edição de 2020, depois que a proposta dos Estados Unidos foi rejeitada, juntamente com as propostas da Austrália, China, Rússia e Catar. Foi oficialmente anunciado em 9 de abril de 2019 no congresso da CONMEBOL no Rio de Janeiro, assim como a forma de disputa.
Em 4 de junho foi revelado que a Austrália seria a outra seleção convidada a participar dessa edição do torneio, junto com o Catar, que estava confirmado desde abril. Em 15 de março de 2021 a Conmebol divulgou uma nova tabela da competição, reformulada após a desistência da Austrália e Catar por causa da Covid-19.

### Adiamento
Em março de 2020, a pandemia de COVID-19 na América começou a impactar o futebol. A Federação Internacional de Futebol (FIFA) anunciou que as duas primeiras rodadas das eliminatórias sul-americanas para a Copa do Mundo de 2022, que deveriam ocorrer em março, foram adiadas, enquanto a CONMEBOL suspendeu temporariamente a Copa Libertadores. Em 17 de março de 2020, a CONMEBOL anunciou que a Copa América seria adiada para o ano seguinte, passando a ocorrer de 12 de junho a 12 de julho de 2021, com o objetivo de proteger a saúde e segurança das equipes, mídia, visitantes e cidades-sede. No dia seguinte, o Conselho da FIFA aprovou a mudança de data no Calendário de Jogos Internacionais da entidade. Com isso, o novo formato da Copa do Mundo de Clubes da FIFA, que deveria ocorrer em junho e julho de 2021, será adiada.

### Desistência da Colômbia e Argentina
Em 22 de abril de 2021, durante a exibição do programa Blog Desportivo da BluRadio de Bogotá na Colômbia, a Argentina estava cogitando desistir de sediar a Copa América de 2021 por conta da segunda onda da Pandemia de COVID-19, gerando preocupações do Governo Argentino. Se caso houvesse a desistência da Argentina, a Colômbia passaria a ser sede única, com a inclusão das cidades de Ibagué, Palmira, Manizales e Armênia.
No dia 28 de abril de 2021, a Colômbia viveu o início de uma onda de manifestações contra a reforma tributária, com números maiores na capital Bogotá e em Cali, ambas cidades sedes da Copa América e a última sendo sede da primeira edição dos Jogos Pan-Americanos Juniores que acontecerão em novembro. A tensão cresceu com o uso da força policial no segundo dia de protestos no dia 29, com várias greves sendo realizadas de diversos setores como caminhoneiros e taxistas. No dia 3 de maio, o presidente Ivan Duque anunciou a revogação do processo de reforma tributária após o crescimento do movimento de oposição, já que a medida afetaria as classes médias e baixas. Além disso, passaram a circular nas redes sociais, vídeos de repressão policial, trazendo preocupação para as entidades como a União Europeia e a ONU, que emitiram notas oficiais no dia 4 de maio. O governo colombiano nega que tenha usado o exército para reprimir os manifestantes.
Os protestos também afetaram em cheio os jogos da Copa Libertadores da América, sobretudo a partida entre Atlético Nacional (Colômbia) e Nacional (Uruguai) em Pereira, que aconteceu com atraso no dia 12 de maio, após os manifestantes bloquearem o hotel onde estavam hospedados a equipe técnica e os jogadores do time uruguaio, além do bloqueio das pistas da cidade pedindo o cancelamento de todos os jogos da Libertadores e da Copa América na Colômbia. A partida aconteceu por volta da meia noite do dia 13, terminando em empate de zero a zero. No mesmo dia, uma partida entre Atlético Mineiro e América de Cali precisou ser interrompida por cinco vezes devido ao fato dos jogadores sentirem o gás lacrimogêneo de uma manifestação que ocorria em frente ao Estádio Romelio Martínez em Barranquilla. O jogo terminou com a vitória do time brasileiro.
Em 13 de maio, apesar do pior momento da Pandemia de COVID-19 na Argentina e pela Crise Social na Colômbia, a CONMEBOL anunciou que iria bancar a realização da Copa América nos dois países. No dia 18, através de comentários internos na confederação, passou a ser discutido uma possibilidade dos jogos acontecerem apenas na Argentina por conta das tensões sociais e instabilidade na Colômbia. O presidente argentino Alberto Fernández, em entrevista, anunciou que colocaria o país à disposição da CONMEBOL para assumir os jogos que aconteceriam na Colômbia (Lado Norte).
No dia 20 de maio, por meio de uma publicação do Jornal Marca, foi anunciado que a Colômbia teria desistido de sediar a Copa América em razão da onda de protestos no país e pela altos números de casos confirmados e de óbitos da COVID-19, fazendo com que a Argentina se tornasse sede única das competições. Tal fato se confirmou horas depois pela Conmebol, que anunciou que a Argentina, até o momento, iria receber todas as partidas da competição. Houve até mesmo uma tentativa de migrar as competições do Lado Norte para o Chile, reutilizando os estádios da edição de 2015, porém, foi descartada por questões comerciais. Após a confirmação, a entidade passou a discutir uma possibilidade de escolher um novo país para substituir a Colômbia, com o objetivo de realizar algumas partidas com uma parte do público.
Com a saída da Colômbia, a Argentina também apresentou projetos de estádios para receber a competição junto com os outros quatro aprovados desde o início, sendo eles: o Estádio Jorge Luis Hirschi e Estádio Único, ambos localizados em La Plata, além do La Bombonera, Nuevo Gasometro, El Cilindro e Libertadores da America, todos em Buenos Aires, evitando assim o deslocamento de atletas a outras cidades. Países como Chile, Equador e Venezuela também mostraram interesse em receber os jogos do Lado Sul, sendo o Chile o favorito devido ao avanço da vacinação no país, facilitando assim o plano da Conmebol de realizar as competições com público, mesmo sendo limitado. Entre os estádios chilenos confirmados, caso a proposta chilena fosse escolhida, estavam o Estádio Nacional e o Estádio Monumental em Santiago, Estádio Sausalito em Viña del Mar e Estádio El Teniente em Rancagua.
Em 30 de maio, a Conmebol anunciou que a Copa América não iria mais acontecer na Argentina, sem maiores explicações. Além disso, os países interessados em receber o evento teriam as propostas analisadas e, em seguida, a confederação anunciaria a decisão final. Antes do anúncio da suspensão da competição no país, a Ministra da Saúde argentina, Carla Vizzoti, teria dito que a realização do evento não está "100% definida". Uma pesquisa de opinião pública, divulgada no dia 28, mostrou que 70% dos argentinos rejeitavam a Copa América no país.

### Brasil como nova sede
Em 31 de maio de 2021, a Conmebol anunciou que os jogos iriam acontecer no Brasil, sob os argumentos de que o país possuía a melhor estrutura para abrigar as competições. Tal anúncio pegou a imprensa e o mercado esportivo de surpresa, levando a várias matérias criticando a escolha do país, sob argumentos da alta no número de óbitos pela COVID-19 e pelo ritmo lento de vacinação. O vice-presidente da República, Hamilton Mourão (PRTB), destacou que a realização da Copa América no Brasil representava menos risco do que na Argentina. Contudo, a posição do governo brasileiro frente à realização da Copa América contrastava com a sua posição diante da possibilidade de sediar a Copa do Mundo Feminina de 2023, quando o Brasil havia desististido de sediar o torneio alegando falta de apoio do Governo Federal, o qual citou dificuldades resultantes da pandemia de Covid-19.
Logo após o anúncio, o governo de Pernambuco anunciou que não iria receber as competições, vetando qualquer proposta. Além de Pernambuco, os estados do Rio Grande do Norte, Rio Grande do Sul e Minas Gerais também recusaram a proposta de receber o torneio se fossem sondados. Os governos da Bahia, São Paulo, Mato Grosso e Amazonas anunciaram que não iriam se opor ao evento, desde que acontecessem sem a presença de público e seguindo protocolos locais. No dia 1° de junho, foi anunciada a confirmação do Brasil como nova sede, com jogos nas cidades de Brasília, Goiânia, Cuiabá e Rio de Janeiro, podendo ter mais sedes quando saísse a confirmação oficial.

### Ameaças de boicote e saída de patrocinadores
Logo após o anúncio da escolha do Brasil como sede, jogadores da Seleção Argentina teriam se irritado com a decisão, manifestando um desejo de um possível boicote. Em 4 de junho, o técnico da seleção Lionel Scaloni, demonstrou preocupação do evento no país, mas garantiu que a seleção estaria presente, descartando um boicote visto inicialmente.
Um grupo de jogadores da Seleção Brasileira, formado por Neymar, Casemiro, Thiago Silva, Alisson, Marquinhos e Danilo participaram de uma conversa com o presidente da CBF, Rogério Caboclo, para afirmar que não foram consultados sobre a decisão da CONMEBOL de realizar a Copa América no Brasil, sob ameaças de não participar do evento. Tal decisão de oposição ao evento também motivou jogadores de outros países como Luis Suárez e Edinson Cavani da Seleção Uruguaia e Lionel Messi da Argentina. Patrocinadores da CBF também demonstraram indignação com a escolha do país na Copa América. Logo após um dos jogos das Eliminatórias da Copa, contra o Equador, Casemiro afirmou em uma entrevista à TV Globo que a posição dos jogadores e da comissão técnica quanto a Copa América, seguia sendo a mesma, dando a entender a oposição ao torneio no país e a suposta ameaça de boicote. A crise na CBF, sendo também agravada por uma denúncia contra o presidente da confederação por assédio moral e sexual a uma funcionária, levou a uma suposta interferência do Governo Federal na Seleção Brasileira, pensando em retirar jogadores e o técnico Tite por conta dos protestos contra a Copa América, indo contra a uma determinação no estatuto publicado pela FIFA.
Em 6 de junho, a Argentina decidiu participar da Copa América, após especulações de um possível boicote com protestos de jogadores. Em 7 de junho, os jogadores da Seleção Brasileira decidiram participar da Copa América, mediante protestos. Posteriormente, Mastercard, Ambev, Diageo e TCL decidiram não vincular suas marcas à Copa América 2021. Em 11 de junho, o Kwai, um dos patrocinadores das transmissões no SBT decidiu também não vincular sua marca ao evento. Apesar da desistência do aplicativo de vídeos de patrocinar o evento nas transmissões em TV aberta, a Havan anunciou o patrocínio e a vinculação da marca ao evento, junto ao site de apostas Betfair.

## Sedes
Em 1 de junho de 2021, a Confederação Brasileira de Futebol (CBF) anunciou as cidades de Brasília, Goiânia, Cuiabá e Rio de Janeiro como sedes da Copa América de 2021.
| Rio de Janeiro Goiânia Cuiabá BrasíliaCopa América de 2021 (Brasil) | Rio de Janeiro Goiânia Cuiabá BrasíliaCopa América de 2021 (Brasil) | Brasília                                    |
| ------------------------------------------------------------------- | ------------------------------------------------------------------- | ------------------------------------------- |
| Rio de Janeiro Goiânia Cuiabá BrasíliaCopa América de 2021 (Brasil) | Rio de Janeiro Goiânia Cuiabá BrasíliaCopa América de 2021 (Brasil) | Estádio Nacional de Brasília Mané Garrincha |
| Rio de Janeiro Goiânia Cuiabá BrasíliaCopa América de 2021 (Brasil) | Rio de Janeiro Goiânia Cuiabá BrasíliaCopa América de 2021 (Brasil) | Capacidade: 69.349                          |
| Rio de Janeiro Goiânia Cuiabá BrasíliaCopa América de 2021 (Brasil) | Rio de Janeiro Goiânia Cuiabá BrasíliaCopa América de 2021 (Brasil) |                                             |
| Rio de Janeiro Goiânia Cuiabá BrasíliaCopa América de 2021 (Brasil) | Rio de Janeiro Goiânia Cuiabá BrasíliaCopa América de 2021 (Brasil) | Cuiabá                                      |
| Rio de Janeiro Goiânia Cuiabá BrasíliaCopa América de 2021 (Brasil) | Rio de Janeiro Goiânia Cuiabá BrasíliaCopa América de 2021 (Brasil) | Arena Pantanal                              |
| Rio de Janeiro Goiânia Cuiabá BrasíliaCopa América de 2021 (Brasil) | Rio de Janeiro Goiânia Cuiabá BrasíliaCopa América de 2021 (Brasil) | Capacidade: 44.097                          |
| Rio de Janeiro Goiânia Cuiabá BrasíliaCopa América de 2021 (Brasil) | Rio de Janeiro Goiânia Cuiabá BrasíliaCopa América de 2021 (Brasil) |                                             |
| Rio de Janeiro                                                      | Rio de Janeiro                                                      | Goiânia                                     |
| Estádio do Maracanã                                                 | Estádio Olímpico Nilton Santos                                      | Estádio Olímpico Pedro Ludovico Teixeira    |
| Capacidade: 78.838                                                  | Capacidade: 44.661                                                  | Capacidade: 13.500                          |
|                                                                     |                                                                     |                                             |

## Equipes
Todas as dez seleções nacionais da CONMEBOL estavam elegíveis para participar.
| Equipe    | Participação | Melhor desempenho                                                                                   |
| --------- | ------------ | --------------------------------------------------------------------------------------------------- |
| Argentina | 43.ª         | Campeão (1921, 1925, 1927, 1929, 1937, 1941, 1945, 1946, 1947, 1955, 1957, 1959, 1991 e 1993)       |
| Bolívia   | 28.ª         | Campeão (1963)                                                                                      |
| Brasil    | 37.ª         | Campeão (1919, 1922, 1949, 1989, 1997, 1999, 2004, 2007 e 2019)                                     |
| Chile     | 40.ª         | Campeão (2015 e 2016)                                                                               |
| Colômbia  | 23.ª         | Campeão (2001)                                                                                      |
| Equador   | 29.ª         | 4.º lugar (1959 e 1993)                                                                             |
| Paraguai  | 38.ª         | Campeão (1953 e 1979)                                                                               |
| Peru      | 33.ª         | Campeão (1939 e 1975)                                                                               |
| Uruguai   | 45.ª         | Campeão (1916, 1917, 1920, 1923, 1924, 1926, 1935, 1942, 1956, 1959, 1967, 1983, 1987, 1995 e 2011) |
| Venezuela | 19.ª         | 4.º lugar (2011)                                                                                    |

## Arbitragem
Em 21 de abril de 2021, a CONMEBOL anunciou um total de 14 árbitros, 22 árbitros assistentes, 16 árbitros assistentes de vídeo (VAR) e 10 árbitros de apoio nomeados para o torneio. A edição contou com a participação de uma equipa de arbitragem espanhola no âmbito do memorando de entendimento assinado pela CONMEBOL e pela UEFA em fevereiro de 2020, que incluiu um programa de intercâmbio de árbitros.
Em 5 de junho de 2021, os árbitros assistentes de vídeo uruguaios Leodán González e Daniel Fedorczuk foram substituídos por Andrés Cunha do Uruguai. Além disso, Juan Soto da Venezuela e Jhon Alexander León da Colômbia substituíram o árbitro assistente de vídeo Nicolás Gallo e o árbitro assistente Miguel Roldán, respectivamente, ambos de Colômbia. Nicolás Gallo e Miguel Roldán haviam sido suspensos por tempo indeterminado em decorrência de sua atuação na partida entre Uruguai e Paraguai válida pela Eliminatórias para a Copa do Mundo da CONMEBOL.
| Associação | Árbitros                             | Árbitros assistentes                         | Árbitros de vídeo                                      | Árbitros de apoio | Árbitros assistentes de suporte |
| ---------- | ------------------------------------ | -------------------------------------------- | ------------------------------------------------------ | ----------------- | ------------------------------- |
| Argentina  | Néstor Pitana Patricio Loustau       | Ezequiel Brailovsky Gabriel Chade            | Mauro Vigliano Facundo Tello                           |                   | Cristian Navarro                |
| Bolívia    | Gery Vargas                          | José Antelo Edwar Saavedra                   |                                                        |                   | Ariel Guizada                   |
| Brasil     | Wilton Pereira Sampaio Raphael Claus | Danilo Manis Bruno Pires                     | Wagner Reway Rafael Traci                              |                   | Rafael Alves                    |
| Chile      | Roberto Tobar                        | Christian Schiemann Claudio Ríos             | Julio Bascuñán Cristián Garay                          | Ángelo Hermosilla |                                 |
| Colômbia   | Wilmar Roldán Andrés Rojas           | Alexander Guzmán Jhon Alexander León         | Jhon Ospina                                            |                   | Sebastián Vela                  |
| Equador    | Guillermo Guerrero                   | Christian Lescano Byron Romero               |                                                        | Augusto Aragón    |                                 |
| Paraguai   | Eber Aquino                          | Eduardo Cardozo Milciades Saldívar           | Derlis López Juan Gabriel Benítez                      |                   | José Cuevas                     |
| Peru       | Víctor Hugo Carrillo                 | Jonny Bossio Raúl López Cruz                 | Diego Haro                                             | Kevin Ortega      |                                 |
| Espanha    | Jesús Gil Manzano                    | Diego Barbero Sevilla Ángel Nevado Rodríguez | Ricardo de Burgos Bengoetxea José Luis Munuera Montero |                   |                                 |
| Uruguai    | Esteban Ostojich                     | Carlos Barreiro Martín Soppi                 | Andrés Cunha                                           | Andrés Matonte    |                                 |
| Venezuela  | Alexis Herrera                       | Carlos López Jorge Urrego                    | Jesús Valenzuela Juan Soto                             |                   | Alberto Ponte                   |

## Fase de grupos
|  | Equipes classificadas para a fase final |
|  | Equipes eliminadas                      |

As seleções foram divididas inicialmente duas zonas, conforme sua posição geográfica. Com a mudança de sede para o Brasil, as competições aconteceram integralmente no país.

### Grupo A
| Pos | Equipe    | Pts | J | V | E | D | GP | GC | SG | Classificado           |
| --- | --------- | --- | - | - | - | - | -- | -- | -- | ---------------------- |
| 1   | Argentina | 10  | 4 | 3 | 1 | 0 | 7  | 2  | +5 | Avança para Fase Final |
| 2   | Uruguai   | 7   | 4 | 2 | 1 | 1 | 4  | 2  | +2 | Avança para Fase Final |
| 3   | Paraguai  | 6   | 4 | 2 | 0 | 2 | 5  | 3  | +2 | Avança para Fase Final |
| 4   | Chile     | 5   | 4 | 1 | 2 | 1 | 3  | 4  | −1 | Avança para Fase Final |
| 5   | Bolívia   | 0   | 4 | 0 | 0 | 4 | 2  | 10 | −8 | Eliminados             |

| 14 de junho |       |           |                                |
| Argentina   | 1 – 1 | Chile     | Rio de Janeiro (Nilton Santos) |
| Paraguai    | 3 – 1 | Bolívia   | Goiânia                        |
| 18 de junho |       |           |                                |
| Chile       | 1 – 0 | Bolívia   | Cuiabá                         |
| Argentina   | 1 – 0 | Uruguai   | Brasília                       |
| 21 de junho |       |           |                                |
| Uruguai     | 1 – 1 | Chile     | Cuiabá                         |
| Argentina   | 1 – 0 | Paraguai  | Brasília                       |
| 24 de junho |       |           |                                |
| Bolívia     | 0 – 2 | Uruguai   | Cuiabá                         |
| Chile       | 0 – 2 | Paraguai  | Brasília                       |
| 28 de junho |       |           |                                |
| Bolívia     | 1 – 4 | Argentina | Cuiabá                         |
| Uruguai     | 1 – 0 | Paraguai  | Rio de Janeiro (Nilton Santos) |

### Grupo B
| Pos | Equipe     | Pts | J | V | E | D | GP | GC | SG | Classificado           |
| --- | ---------- | --- | - | - | - | - | -- | -- | -- | ---------------------- |
| 1   | Brasil (H) | 10  | 4 | 3 | 1 | 0 | 10 | 2  | +8 | Avança para Fase Final |
| 2   | Peru       | 7   | 4 | 2 | 1 | 1 | 5  | 7  | −2 | Avança para Fase Final |
| 3   | Colômbia   | 4   | 4 | 1 | 1 | 2 | 3  | 4  | −1 | Avança para Fase Final |
| 4   | Equador    | 3   | 4 | 0 | 3 | 1 | 5  | 6  | −1 | Avança para Fase Final |
| 5   | Venezuela  | 2   | 4 | 0 | 2 | 2 | 2  | 6  | −4 | Eliminados             |

| 13 de junho |       |           |                                |
| Brasil      | 3 – 0 | Venezuela | Brasília                       |
| Colômbia    | 1 – 0 | Equador   | Cuiabá                         |
| 17 de junho |       |           |                                |
| Colômbia    | 0 – 0 | Venezuela | Goiânia                        |
| Brasil      | 4 – 0 | Peru      | Rio de Janeiro (Nilton Santos) |
| 20 de junho |       |           |                                |
| Venezuela   | 2 – 2 | Equador   | Rio de Janeiro (Nilton Santos) |
| Colômbia    | 1 – 2 | Peru      | Goiânia                        |
| 23 de junho |       |           |                                |
| Equador     | 2 – 2 | Peru      | Goiânia                        |
| Brasil      | 2 – 1 | Colômbia  | Rio de Janeiro (Nilton Santos) |
| 27 de junho |       |           |                                |
| Brasil      | 1 – 1 | Equador   | Goiânia                        |
| Venezuela   | 0 – 1 | Peru      | Brasília                       |

## Fase final
|  | Quartas de final                    | Quartas de final                    |                                   |       | Semifinais | Semifinais |  |  | Final                 | Final |
|  |                                     |                                     |                                   |       |            |            |  |  |                       |       |
|  | 3 de julho — Goiânia                |                                     |                                   |       |            |            |  |  |                       |       |
|  |                                     |                                     |                                   |       |            |            |  |  |                       |       |
|  | Argentina                           | 3                                   |                                   |       |            |            |  |  |                       |       |
|  | Argentina                           | 3                                   | 6 de julho — Brasília             |       |            |            |  |  |                       |       |
|  | Equador                             | 0                                   |                                   |       |            |            |  |  |                       |       |
|  | Equador                             | 0                                   | Argentina (pen)                   | 1 (3) |            |            |  |  |                       |       |
|  | 3 de julho — Brasília               |                                     | Argentina (pen)                   | 1 (3) |            |            |  |  |                       |       |
|  |                                     | Colômbia                            | 1 (2)                             |       |            |            |  |  |                       |       |
|  | Uruguai                             | Colômbia                            | 1 (2)                             | 0 (2) |            |            |  |  |                       |       |
|  | Uruguai                             |                                     | 10 de julho – Rio de Janeiro (M.) | 0 (2) |            |            |  |  |                       |       |
|  | Colômbia (pen)                      | 0 (4)                               |                                   |       |            |            |  |  |                       |       |
|  | Colômbia (pen)                      | 0 (4)                               | Argentina                         | 1     |            |            |  |  |                       |       |
|  | 2 de julho — Rio de Janeiro (N. S.) |                                     | Argentina                         | 1     |            |            |  |  |                       |       |
|  |                                     | Brasil                              | 0                                 |       |            |            |  |  |                       |       |
|  | Brasil                              | Brasil                              | 0                                 | 1     |            |            |  |  |                       |       |
|  | Brasil                              | 5 de julho — Rio de Janeiro (N. S.) |                                   | 1     |            |            |  |  |                       |       |
|  | Chile                               | 0                                   |                                   |       |            |            |  |  |                       |       |
|  | Chile                               | 0                                   | Brasil                            | 1     | 3º lugar   | 3º lugar   |  |  |                       |       |
|  | 2 de julho — Goiânia                |                                     | Brasil                            | 1     | 3º lugar   | 3º lugar   |  |  |                       |       |
|  |                                     | Peru                                | 0                                 |       |            |            |  |  |                       |       |
|  | Peru (pen)                          | Peru                                | 0                                 | 3 (4) | Colômbia   | 3          |  |  |                       |       |
|  | Peru (pen)                          |                                     |                                   | 3 (4) | Colômbia   | 3          |  |  |                       |       |
|  | Paraguai                            | 3 (3)                               |                                   | Peru  | 2          |            |  |  |                       |       |
|  | Paraguai                            | 3 (3)                               |                                   |       | 2          |            |  |  |                       |       |
|  |                                     |                                     |                                   |       |            |            |  |  | 9 de julho — Brasília |       |
|  |                                     |                                     |                                   |       |            |            |  |  |                       |       |

### Quartas de final
| 2 de julho    | Peru                          | 3 – 3     | Paraguai                            | Estádio Olímpico, Goiânia     |
| 18:00 (UTC−3) | Lapadula 21', 40' · Yotún 80' | Relatório | Gómez 11' · Alonso 54' · Ávalos 90' | Árbitro: URU Esteban Ostojich |

|                                          |       | Penalidades                                                  |  |
| Lapadula Yotún Ormeño Tapia Cueva Trauco | 4 – 3 | Ángel Romero Alonso Martínez Samudio Piris da Motta Espínola |  |

| 2 de julho    | Brasil      | 1 – 0     | Chile | Estádio Nilton Santos, Rio de Janeiro |
| 21:00 (UTC−3) | Paquetá 46' | Relatório |       | Árbitro: ARG Patricio Loustau         |

| 3 de julho    | Uruguai | 0 – 0     | Colômbia | Estádio Mané Garrincha, Brasília |
| 19:00 (UTC−3) |         | Relatório |          | Árbitro: ESP Jesús Gil Manzano   |

|                            |       | Penalidades               |  |
| Cavani Giménez Suárez Viña | 2 – 4 | Zapata Sánchez Mina Borja |  |

| 3 de julho    | Argentina                                | 3 – 0     | Equador | Estádio Olímpico, Goiânia           |
| 22:00 (UTC−3) | De Paul 40' · Martínez 84' · Messi 90+3' | Relatório |         | Árbitro: BRA Wilton Pereira Sampaio |

### Semifinal
| 5 de julho    | Brasil      | 1 – 0     | Peru | Estádio Nilton Santos, Rio de Janeiro |
| 20:00 (UTC−3) | Paquetá 35' | Relatório |      | Árbitro: CHI Roberto Tobar            |

| 6 de julho    | Argentina   | 1 – 1     | Colômbia | Estádio Mané Garrincha, Brasília |
| 22:00 (UTC−3) | Martínez 7' | Relatório | Díaz 61' | Árbitro: VEN Jesús Valenzuela    |

|                                    |       | Penalidades                         |  |
| Messi De Paul Paredes La. Martínez | 3 – 2 | Cuadrado Sánchez Mina Borja Cardona |  |

### Disputa pelo terceiro lugar
| 9 de julho    | Colômbia                       | 3 – 2     | Peru                     | Estádio Mané Garrincha, Brasília |
| 21:00 (UTC−3) | Cuadrado 49' · Díaz 66', 90+3' | Relatório | Yotún 45' · Lapadula 82' | Árbitro: BRA Raphael Claus       |

### Final
| 10 de julho   | Argentina    | 1 – 0     | Brasil | Estádio do Maracanã, Rio de Janeiro          |
| 21:00 (UTC−3) | Di Maria 22' | Relatório |        | Público: 7 800 Árbitro: URU Esteban Ostojich |

## Premiação
| Copa América de 2021           |
| Argentina                      |
| ------------------------------ |
| Argentina Campeã (15.º título) |

| Prêmio Bola de Ouro | Prêmio Chuteira de Ouro | Prêmio Luva de Ouro   |
| ------------------- | ----------------------- | --------------------- |
| ARG Lionel Messi    | ARG Lionel Messi        | ARG Emiliano Martínez |
| Prêmio Fair Play    |                         |                       |
| Brasil              |                         |                       |

### Seleção do Campeonato
A Seleção desta edição da Copa América foi feita pelo Grupo de Estudo Técnico da Conmebol.
| Goleiro/Guarda-Redes | Defensores/Defesas                                                | Meias/Médios                                  | Atacantes/Avançados                 |
| -------------------- | ----------------------------------------------------------------- | --------------------------------------------- | ----------------------------------- |
| - Emiliano Martínez  | - Mauricio Isla - Cristian Romero - Marquinhos - Pervis Estupiñán | - Rodrigo De Paul - Casemiro - Yoshimar Yotún | - Lionel Messi - Neymar - Luis Díaz |

## Estatísticas

### Artilharia
4 gols (3)
- ARG Lionel Messi
- COL Luis Díaz
- PER Gianluca Lapadula

3 gols (1)
- ARG Lautaro Martínez

2 gols (10)
- ARG Alejandro Gómez
- BOL Erwin Saavedra
- BRA Lucas Paquetá
- BRA Neymar
- EQU Ayrton Preciado
- PAR Ángel Romero
- CHI Eduardo Vargas
- PER André Carrillo
- PER Yoshimar Yotún
- URU Edinson Cavani

1 gol (26)
- ARG Rodrigo de Paul
- ARG Guido Rodríguez
- ARG Ángel Di María
- BRA Gabriel Barbosa
- BRA Marquinhos
- BRA Alex Sandro
- BRA Éverton Ribeiro
- BRA Éder Militão
- BRA Richarlison
- BRA Roberto Firmino
- BRA Casemiro
- CHL Ben Brereton
- COL Edwin Cardona
- COL Miguel Borja
- COL Juan Cuadrado
- EQU Gonzalo Plata
- EQU Ángel Mena
- PAR Alejandro Romero
- PAR Miguel Almirón
- PAR Braian Samudio
- PAR Gustavo Gómez
- PAR Junior Alonso
- PAR Gabriel Ávalos
- PER Sergio Peña
- URU Luis Suárez
- VEN Edson Castillo
- VEN Ronald Hernández

Gols contra (4)
- BOL Jairo Quinteros (Contra o Uruguai)
- COL Yerry Mina (contra o Peru)
- PAR Gustavo Gómez (contra o Peru)
- PER Renato Tapia (contra o Equador)

### Classificação final

Países participantes segundo a fase alcançada no torneio

A classificação final é determinada através da fase em que a seleção alcançou e a sua pontuação, levando em conta os critérios de desempate.
| Final                           |           |   |    |   |   |   |   |    |    |    |
| 1                               | Argentina | A | 17 | 7 | 5 | 2 | 0 | 12 | 3  | +9 |
| 2                               | Brasil    | B | 16 | 7 | 5 | 1 | 1 | 12 | 3  | +9 |
| Disputa pelo terceiro lugar     |           |   |    |   |   |   |   |    |    |    |
| 3                               | Colômbia  | B | 9  | 7 | 2 | 3 | 2 | 7  | 7  | 0  |
| 4                               | Peru      | B | 8  | 7 | 2 | 2 | 3 | 10 | 14 | –4 |
| Eliminados nas quartas de final |           |   |    |   |   |   |   |    |    |    |
| 5                               | Uruguai   | A | 8  | 5 | 2 | 2 | 1 | 4  | 2  | +2 |
| 6                               | Paraguai  | A | 7  | 5 | 2 | 1 | 2 | 8  | 6  | +2 |
| 7                               | Chile     | A | 5  | 5 | 1 | 2 | 2 | 3  | 5  | –2 |
| 8                               | Equador   | B | 3  | 5 | 0 | 3 | 2 | 5  | 9  | –4 |
| Eliminados na fase de grupos    |           |   |    |   |   |   |   |    |    |    |
| 9                               | Venezuela | B | 2  | 4 | 0 | 2 | 2 | 2  | 6  | –4 |
| 10                              | Bolívia   | A | 0  | 4 | 0 | 0 | 4 | 2  | 10 | –8 |

## Direitos de transmissão
No Brasil, os jogos foram transmitidos pelo SBT em TV aberta, após a conclusão das negociações com a produtora Dentsu. Além do SBT, outro canal que mostrou interesse na Copa América 2021 foi o canal por assinatura ESPN Brasil, que anteriormente tinha recusado as transmissões, mas de "última hora", aceitou transmitir o torneio em conjunto com o Fox Sports. Foi a primeira edição da história a não ter a cobertura da TV Globo em TV aberta e do SporTV na TV por assinatura. As transmissões dos jogos pelo SBT renderam uma audiência média de 13 pontos na Grande São Paulo, principal mercado publicitário do país, dobrando os índices do canal paulista. Porém, apesar da boa audiência, os índices foram inferiores as edições de 2011 a 2019, a primeira até então era considerada a menos assistida. Além disso, chegou a atingir a liderança em cidades como Manaus, Goiânia, Fortaleza, Brasília e Recife. Já a grande final atingiu média de 21 pontos contra 19 pontos da TV Globo com a exibição do Jornal Nacional e a reprise de Império, além de liderar em 14 capitais.
Na Índia, a cobertura foi feita pelos canais da Sony Pictures Entertainment tanto em TV por assinatura, como no streaming. Nos Estados Unidos, a cobertura aconteceu pelo canal hispânico Univisión (também no Canadá) e Fox Sports, no caso do último, a cobertura foi feita simultaneamente pelo aplicativo oficial.

### América do Sul (CONMEBOL)
| País               | Emissora                     | Notas                                                | Ref                  |
| ------------------ | ---------------------------- | ---------------------------------------------------- | -------------------- |
| Brasil (Anfitrião) | SBT                          | Todos os jogos da seleção brasileira e a fase final  | [ 72 ]               |
| Brasil (Anfitrião) | ESPN Brasil                  | Cobertura de todos os jogos                          | [ 66 ] [ 73 ] [ 74 ] |
| Brasil (Anfitrião) | Fox Sports                   | Cobertura de todos os jogos                          | [ 66 ] [ 73 ] [ 74 ] |
| Brasil (Anfitrião) | Rede Transamérica            | Cobertura de todos os jogos                          | [ 66 ] [ 73 ] [ 74 ] |
| Brasil (Anfitrião) | Rádio Jornal                 | Cobertura de todos os jogos                          | [ 66 ] [ 73 ] [ 74 ] |
| Argentina          | Televisión Pública Argentina | Todos os jogos da seleção argentina e a fase final   | [ 71 ] [ 75 ]        |
| Argentina          | TyC Sports                   | Cobertura de todos os jogos                          | [ 71 ] [ 75 ]        |
| Argentina          | DirecTV Sports               | Cobertura de todos os jogos                          | [ 71 ] [ 75 ]        |
| Bolívia            | Unitel                       | Todos os jogos da seleção boliviana e a fase final   | [ 71 ] [ 75 ]        |
| Bolívia            | Tigo Sports                  | Cobertura de todos os jogos                          | [ 71 ] [ 75 ]        |
| Chile              | Canal 13                     | Todos os jogos da seleção chilena e a fase final     | [ 71 ] [ 75 ]        |
| Chile              | TNT Sports                   | Cobertura de todos os jogos                          | [ 71 ] [ 75 ]        |
| Chile              | DirecTV Sports               | Cobertura de todos os jogos                          | [ 71 ] [ 75 ]        |
| Colômbia           | Caracol Televisión           | Todos os jogos da seleção colombiana e a fase final  | [ 71 ] [ 75 ]        |
| Colômbia           | RCN Televisión               | Todos os jogos da seleção colombiana e a fase final  | [ 71 ] [ 75 ]        |
| Colômbia           | Win Sports                   | Cobertura de todos os jogos                          | [ 71 ] [ 75 ]        |
| Colômbia           | DirecTV Sports               | Cobertura de todos os jogos                          | [ 71 ] [ 75 ]        |
| Equador            | TC Televisión                | Todos os jogos da seleção equatoriana e a fase final | [ 71 ] [ 75 ]        |
| Equador            | El Canal del Fútbol          | Cobertura de todos os jogos                          | [ 71 ] [ 75 ]        |
| Equador            | DirecTV Sports               | Cobertura de todos os jogos                          | [ 71 ] [ 75 ]        |
| Peru               | América Televisión           | Todos os jogos da seleção peruana e a fase final     | [ 71 ] [ 75 ]        |
| Peru               | DirecTV Sports               | Cobertura de todos os jogos                          | [ 71 ] [ 75 ]        |
| Paraguai           | Trece                        | Todos os jogos da seleção paraguaia e as finais      | [ 71 ] [ 75 ]        |
| Paraguai           | Telefuturo                   | Todos os jogos da seleção paraguaia e as finais      | [ 71 ] [ 75 ]        |
| Paraguai           | SNT                          | Todos os jogos da seleção paraguaia e as finais      | [ 71 ] [ 75 ]        |
| Paraguai           | Tigo Sports                  | Cobertura de todos os jogos                          | [ 71 ] [ 75 ]        |
| Uruguai            | Dexary                       | Todos os jogos da seleção uruguaia e a fase final    | [ 71 ] [ 75 ]        |
| Uruguai            | Canal 4                      | Todos os jogos da seleção uruguaia e a fase final    | [ 71 ] [ 75 ]        |
| Uruguai            | Canal 10                     | Todos os jogos da seleção uruguaia e a fase final    | [ 71 ] [ 75 ]        |
| Uruguai            | Canal 12                     | Todos os jogos da seleção uruguaia e a fase final    | [ 71 ] [ 75 ]        |
| Uruguai            | DirecTV Sports               | Cobertura de todos os jogos                          | [ 71 ] [ 75 ]        |
| Venezuela          | La Tele Tuya                 | Todos os jogos da seleção venezuelana e a fase final | [ 71 ] [ 75 ]        |
| Venezuela          | IVC                          | Todos os jogos da seleção venezuelana e a fase final | [ 71 ] [ 75 ]        |
| Venezuela          | DirecTV Sports               | Cobertura de todos os jogos                          | [ 71 ] [ 75 ]        |
| Venezuela          | Simple TV                    | Cobertura de todos os jogos                          | [ 71 ] [ 75 ]        |

### América do Norte e Caribe
| País                                       | Emissora                               | Notas | Ref    |
| ------------------------------------------ | -------------------------------------- | --- | ------ |
| América Central, América do Norte e Caribe | International Media Content            | Cobertura de todos os jogos, exceto em Cuba, Costa Rica, El Salvador, Guiana Francesa, Honduras, Nicaragua, Panamá, Polinesia Francesa e Porto Rico | [ 75 ] |
| América Central, América do Norte e Caribe | Sports Max                             | Cobertura de todos os jogos, exceto em Cuba, Costa Rica, El Salvador, Guiana Francesa, Honduras, Nicaragua, Panamá, Polinesia Francesa e Porto Rico | [ 75 ] |
| América Central, América do Norte e Caribe | Fox Sports                             | Cobertura de todos os jogos, exceto em Cuba, Costa Rica, El Salvador, Guiana Francesa, Honduras, Nicaragua, Panamá, Polinesia Francesa e Porto Rico | [ 75 ] |
| América Central, América do Norte e Caribe | L'Equipe                               | Cobertura de todos os jogos apenas em países que usam a língua francesa                                                                             | [ 75 ] |
| Canadá                                     | Univisión                              | Cobertura de todos os jogos | [ 75 ] |
| Canadá                                     | RDS                                    | Cobertura de todos os jogos | [ 75 ] |
| Canadá                                     | TNS                                    | Cobertura de todos os jogos | [ 75 ] |
| Costa Rica                                 | Repertel                               | Cobertura de todos os jogos | [ 75 ] |
| Costa Rica                                 | Radio Monumental                       | Cobertura de todos os jogos | [ 75 ] |
| Costa Rica                                 | Telemovil                              | Cobertura de todos os jogos | [ 75 ] |
| Cuba                                       | Instituto Cubano de Radio y Televisión | Cobertura de todos os jogos | [ 75 ] |
| Cuba                                       | Tele Rebelde                           | Cobertura de todos os jogos | [ 75 ] |
| El Salvador                                | Telecorporación Salvadoreña            | Cobertura de todos os jogos | [ 75 ] |
| El Salvador                                | Telemovil                              | Cobertura de todos os jogos | [ 75 ] |
| El Salvador                                | Tigo Sports                            | Cobertura de todos os jogos | [ 75 ] |
| Estados Unidos                             | Univisión                              | Cobertura de todos os jogos em espanhol | [ 71 ] |
| Estados Unidos                             | Fox Sports                             | Cobertura de todos os jogos em inglês | [ 71 ] |
| Guiana                                     | Sports Max                             | Cobertura de todos os jogos | [ 75 ] |
| Guiana                                     | L’Equipe                               | Cobertura de todos os jogos | [ 75 ] |
| Honduras                                   | Rmedia                                 | Cobertura de todos os jogos | [ 75 ] |
| Honduras                                   | Todo Deportes                          | Cobertura de todos os jogos | [ 75 ] |
| Nicarágua                                  | Canal 13                               | Cobertura de todos os jogos | [ 75 ] |
| Nicarágua                                  | Tigo Sports                            | Cobertura de todos os jogos | [ 75 ] |
| Porto Rico                                 | Univisión                              | Cobertura de todos os jogos | [ 75 ] |
| Suriname                                   | SCCN                                   | Cobertura de todos os jogos | [ 75 ] |
| Suriname                                   | International Media Content            | Cobertura de todos os jogos | [ 75 ] |
| Suriname                                   | Sports Max                             | Cobertura de todos os jogos | [ 75 ] |

### África
| Continente | Emissora              | Notas                                              | Ref    |
| ---------- | --------------------- | -------------------------------------------------- | ------ |
| África     | Canal + Internacional | Cobertura de todos os jogos para todo o continente | [ 75 ] |

### Europa
| País           | Emissora                                                                | Nota | Ref           |
| -------------- | ----------------------------------------------------------------------- | --- | ------------- |
| União Europeia | SARAN ULUSLARARASI FILMCILIK ORGANIZASYON REKLAM TICARET PAZARLAMA A.S. | Cobertura de todos os jogos na Armênia, Azerbaijão, Bielorrússia, Cazaquistão, Chéquia, Eslováquia, Estônia, Geórgia, Letônia, Lituânia, Moldávia, Turquia e Ucrânia | [ 75 ]        |
| União Europeia | Silver Spring Media                                                     | Cobertura de todos os jogos na Bósnia e Herzegovina, Croácia, Eslovênia, Kosovo, Macedônia do Norte, Montenegro e Sérvia                                             | [ 75 ]        |
| União Europeia | Pitch International                                                     | Cobertura de todos os jogos na Bélgica, Dinamarca, Espanha, Finlândia, Noruega, Países Baixos, Polônia, Portugal e Suécia                                            | [ 75 ]        |
| União Europeia | BT Sport                                                                | Cobertura de todos os jogos em países filiados | [ 76 ] [ 75 ] |
| União Europeia | BeIN Sports                                                             | Cobertura de todos os jogos em países filiados | [ 76 ] [ 75 ] |
| Albânia        | P.B. BOURNIOTI & SIA E.E.                                               | Cobertura de todos os jogos | [ 76 ] [ 75 ] |
| Andorra        | L’Equipe                                                                | Cobertura de todos os jogos | [ 76 ] [ 75 ] |
| Bulgária       | PRAGOSPORT                                                              | Cobertura de todos os jogos | [ 76 ] [ 75 ] |
| Chipre         | Dentsu                                                                  | Cobertura de todos os jogos | [ 76 ] [ 75 ] |
| França         | L’Equipe                                                                | Cobertura de todos os jogos | [ 76 ] [ 75 ] |
| Grécia         | Dentsu                                                                  | Cobertura de todos os jogos | [ 76 ] [ 75 ] |
| Hungria        | PRAGOSPORT                                                              | Cobertura de todos os jogos | [ 76 ] [ 75 ] |
| Hungria        | ZRT                                                                     | Cobertura de todos os jogos | [ 76 ] [ 75 ] |
| Islândia       | PARETEO GmbH&Co.KG                                                      | Cobertura de todos os jogos | [ 76 ] [ 75 ] |
| Mónaco         | L’Equipe                                                                | Cobertura de todos os jogos | [ 76 ] [ 75 ] |
| Portugal       | Sport TV                                                                | Cobertura de todos os jogos | [ 76 ] [ 75 ] |
| Reino Unido    | BBC                                                                     | Cobertura de todos os jogos e também na Irlanda do Norte e Ilha de Man                                                                                               | [ 76 ] [ 75 ] |
| Rússia         | Telesport                                                               | Cobertura de todos os jogos | [ 76 ] [ 75 ] |

### Ásia e Oceania
| País          | Emissora                          | Nota | Ref    |
| ------------- | --------------------------------- | --- | ------ |
| Ásia          | Sony Pictures Entertainment       | Cobertura de todos os jogos no Afeganistão, Bangladesh, Butão, Índia, Maldivas, Nepal, Paquistão e Sri Lanka | [ 75 ] |
| Médio Oriente | BeIN Sports                       | Cobertura de todos os jogos                                                                                  | [ 71 ] |
| Austrália     | Optus Sport                       | Cobertura de todos os jogos                                                                                  | [ 71 ] |
| China         | CCTV                              | Cobertura de todos os jogos                                                                                  | [ 75 ] |
| China         | China Sports Media                | Cobertura de todos os jogos                                                                                  | [ 75 ] |
| Coreia do Sul | Eclat                             | Cobertura de todos os jogos                                                                                  | [ 75 ] |
| Hong Kong     | i-Cable Communications Limited    | Cobertura de todos os jogos                                                                                  | [ 75 ] |
| Japão         | Abema TV                          | Cobertura de todos os jogos                                                                                  | [ 75 ] |
| Nova Zelândia | Spark New Zealand Trading Limited | Cobertura de todos os jogos                                                                                  | [ 75 ] |
| Singapura     | StarHub Cable Vision              | Cobertura de todos os jogos                                                                                  | [ 75 ] |
| Tajiquistão   | State Enterprise of Television    | Cobertura de todos os jogos                                                                                  | [ 75 ] |
| Tailândia     | PPTV                              | Cobertura de todos os jogos                                                                                  | [ 75 ] |